# Andrij Ponomar
Andrij Ponomar (in ucraino Андрій Пономар?; Černihiv, 5 settembre 2002) è un ciclista su strada ucraino, che corre per la Petrolike, professionista dal 2021.

## Palmarès
- 2019 (Juniores)

3ª tappa Trophée Centre Morbihan (Moustoir-Ac > Locminé)
1ª tappa Saarland Trofeo (Neunkirchen > Münchwies)
Campionati ucraini, Prova a cronometro Juniores
Campionati ucraini, Prova in linea Juniores
Campionati europei, Prova in linea Juniores
- 2020 (Team Franco Ballerini Due C, Juniores)[1]

Cronometro Barberino-Passo della Futa
Cronoscalata Per Sempre Alfredo
Gran Premio Artigianato e Commercio Stabbiese
1ª tappa Grand Prix Rüebliland (Roggliswil > Roggliswil)
Classifica generale Grand Prix Rüebliland
- 2021 (Androni Giocattoli-Sidermec, una vittoria)

Campionati ucraini, Prova in linea

### Altri successi
- 2021 (Androni Giocattoli-Sidermec)

Classifica giovani Belgrado-Banja Luka

## Piazzamenti

### Grandi Giri
- Giro d'Italia

2021: 67º
2022: 117º

### Classiche monumento
- Milano-Sanremo

2021: 82º
- Liegi-Bastogne-Liegi

2023: ritirato
- Giro di Lombardia

2022: non partito
2024: ritirato

### Competizioni mondiali
- Campionati del mondo

Yorkshire 2019 - Cronometro Junior: 13º
Yorkshire 2019 - In linea Junior: 53º
Zurigo 2024 - In linea Under-23: 54º

### Competizioni continentali
- Campionati europei

Alkmaar 2019 - Cronometro Junior: 8º
Alkmaar 2019 - In linea Junior: vincitore
Plouay 2020 - Cronometro Junior: 11º
Plouay 2020 - In linea Junior: 19º
Drenthe 2023 - In linea Under-23: 33º